# Billaea monohammi
Billaea monohammi är en tvåvingeart som först beskrevs av Townsend 1912.  Billaea monohammi ingår i släktet Billaea och familjen parasitflugor. Inga underarter finns listade i Catalogue of Life.